# Домбыралы
Домбыралы́ (каз. Домбыралы, до 2005 г. — Гуса́рка) — аул в Аккольском районе Акмолинской области Казахстана. Административный центр Кенесского сельского округа.Код КАТО — 113243100.
Основано в 1911 году.

## Этимология
Назван в честь горы Домбыралы, расположенной в 35 километрах от самого аула.

## География
Аул расположен на берегу реки Канжыгалы, в центральной части района, на расстоянии примерно 9 километров (по прямой) к востоку от административного центра района — города Акколь.
Абсолютная высота — 378 метров над уровнем моря.
Климат холодно-умеренный, с хорошей влажностью. Среднегодовая температура воздуха положительная и составляет около +3,2°С. Среднемесячная температура воздуха в июле достигает +19,3°С. Среднемесячная температура января составляет около −15,3°С. Среднегодовое количество осадков составляет около 420 мм. Основная часть осадков выпадает в период с июня по август.
Ближайшие населённые пункты: город Акколь — на западе, село Рамадан — на юге, село Кенес — на северо-востоке.
Западнее аула проходит автодорога республиканского значения — А-1 (Астана — Петропавловск), севернее автодорога областного значения — КС-8 «Новый Колутон — Акколь — Азат — Минское»

## Население
В 1989 году население аула составляло 1387 человек (из них русские — 55 %, немцы — 20 %).
В 1999 году население аула составляло 1245 человек (608 мужчин и 637 женщин). По данным переписи 2009 года, в ауле проживало 889 человек (451 мужчина и 438 женщин).
| Численность населения | Численность населения | Численность населения |
| 1989                  | 1999                  | 2009                  |
| --------------------- | --------------------- | --------------------- |
| 1387                  | ↘1245                 | ↘889                  |